# ملدورف
ملدورف (بالألمانية: Meldorf) هي بلدة ألمانية و ميناء تقع في ألمانيا في Mitteldithmarschen. يقدر عدد سكانها بـ 7,655 نسمة .

## المدن التوأمة
مدن غريفيتسه و آلتنتربتوو هي مدن توأمة لـملدورف.

## أعلام
- كارستن نيبور
- سيغفريد هانسن